# 구매대금 저당대부
구매대금 저당대부(Purchase money mortgage)는 미국의 담보대출의 한 종류로 부동산 매도인이 매수인에게 구매금액을 담보로 융자해 주는 형태의 모기지이다. 일반적으로 부동산 매수인이 일반적인 대출기관에서 통해 담보 대출을 받을 수없는 상황에서 융자형식으로 이루어진다. 주요 특징으로는 저당대부가 이루어지기 전에 부착된 유치권보다 구매대금 저당대부는 경매시 우선변제권을 가지고 있다.

## 사례
매수인은 40만 달러의 은행 담보 대출과 현금 6만 달러와 40,000 달러의 구매대금 자당대부로 50만 달러의 집의 매매대금을 지불하는 것이다.

## 참고 문헌
- Purchase Money Mortgage